# Guerraz
Voitures Légères Louis Guerraz war ein französischer Hersteller von Automobilen.

## Unternehmensgeschichte
Das Unternehmen aus Levallois-Perret begann 1900 mit der Produktion von Automobilen. 1902 endete die Produktion.

## Fahrzeuge
Das Unternehmen stellte Kleinwagen her. Zur Wahl standen Einbaumotoren von Aster, Bolide, Buchet und Soncin. Die Motoren leisteten zwischen 5 und 7 PS. Die Fahrzeuge hatten Dreiganggetriebe und Kettenantrieb. Die meisten Modelle waren offene Zweisitzer, doch gab es auch ein Exemplar eines Vis-à-vis.